# 诺丁山圣约翰堂
诺丁山圣约翰堂（St John's Notting Hill）是伦敦的一座维多利亚女王时代的圣公会教堂，建于1844-1845年，位于诺丁山兰斯当新月（Lansdowne Crescent），由建筑师约翰·哈格雷夫·史蒂文斯和乔治·亚历山大设计，维多利亚哥特式风格。该堂原为19世纪中期住宅项目拉德布鲁克产业（Ladbroke Estate）的核心，旨在吸引上层和中上层居民到当时仍是乡村社区的伦敦西郊。
此处原为建于1837-1841年的肯辛顿跑马场。跑马场经营不成功，到1843年关闭，环形赛马道很快被新月形住宅取代。
圣约翰堂现在是二级保护建筑，形成拉德布鲁克产业的高点和核心。它能容纳1500名信徒。圣约翰堂于1844年1月8日开工，肯辛顿副主教约翰·辛克莱牧师为其奠基。1845年1月29日伦敦主教查尔斯·詹姆斯·布鲁姆菲尔德博士为其祝圣。